# Родна кућа народног хероја Ђорђа Зличића
Родна кућа народног хероја Ђорђа Зличића је грађевина која је саграђена током Другог светског рата. С обзиром да представља значајну историјску грађевину, проглашена је непокретним културним добром Републике Србије. Налази се у Ђурђеву, под заштитом је Покрајинског завода за заштиту споменика културе Петроварадин.

## Историја
Народни херој Ђорђе Зличић је рођен 1920. године, био је активни члан ОМПОК–а, Савеза комунистичке омладине Југославије и ПК Савеза комуниста Југославије. Од почетка Другог светског рата је радио на организовању војних десетина и партизанских одреда. Преминуо је у затвору „Армија” 1942. године од последица мучења. Његова родна кућа је скромних димензија са малим бројем просторија и основом у облику слова Г. Улична фасада је са три прозора без украса, кров је двосливан. У централни регистар је уписана 16. фебруара 2005. под бројем СК 1868, а у регистар Покрајинског завода за заштиту споменика културе Петроварадин истог дана под бројем СК 79.